# Days Gone
Days Gone je akční adventura z roku 2019, kterou vyvinulo Bend Studio a vydala společnost Sony Interactive Entertainment. Hra byla vydána v dubnu 2019 pro PlayStation 4. Port pro Windows vyšel v květnu 2021.

## Synopse
Hra se odehrává v postapokalyptickém Oregonu dva roky po vypuknutí pandemie, která proměnila část lidstva v zombie. Bývalý psanec a tulák Deacon St. John se vydává hledat svoji manželku Saru, která byla považována za mrtvou.

## Hratelnost
Hraje se z pohledu třetí osoby a hra obsahuje otevřený svět. Hráči používají střelné, improvizované i ruční zbraně. Hráč se musí bránit nepřátelům a kanibalistickým tvorům známým jako Freakeři. Hlavní herní mechanikou je Deaconova motorka, která slouží jako hlavní dopravní prostředek hráče.
Days Gone bylo prvním projektem Bend Studio s otevřeným světem od videohry Syphon Filter z roku 1999.

## Vývoj
Vývoj hry trval přibližně šest let. Bend Studio se kvůli ní rozrostlo téměř trojnásobně. Hlavními zdroji inspirace pro hru byly filmy a seriály Světová válka Z, Živí mrtví a Zákon gangu. Hra byla představena na E3 2016 a její vydání bylo původně plánováno na rok 2018, ale bylo několikrát odloženo.
Nakonec hra vyšla v dubnu 2019 pro PlayStation 4.